# Motorrad-Weltmeisterschaft 1950
Die Motorrad-WM-Saison 1950 war die zweite in der Geschichte der FIM-Motorrad-Straßenweltmeisterschaft.
In den Klassen bis 500 cm³ und bis 350 cm³ wurden sechs, in der Klasse bis 250 cm³ vier und in der Klasse bis 125 cm³ sowie bei den Gespannen drei Rennen ausgetragen.

## Punkteverteilung
| Punktewertung | Punktewertung | Punktewertung | Punktewertung | Punktewertung | Punktewertung | Punktewertung |
| ------------- | ------------- | ------------- | ------------- | ------------- | ------------- | ------------- |
| Platz         | 1             | 2             | 3             | 4             | 5             | 6             |
| Punkte        | 8             | 6             | 4             | 3             | 2             | 1             |

Während in der 125er- und der 250er-Klasse alle Resultate gewertet wurden, kamen in den Klassen bis 350 cm³ und bis 500 cm³ nur die besten vier Resultate in die Wertung.

## 500-cm³-Klasse

### Rennergebnisse
|   | Datum  | Rennen              | Strecke           | Platz 1         | Platz 2         | Platz 3          | Schn. Rennrunde |
| - | ------ | ------------------- | ----------------- | --------------- | --------------- | ---------------- | --------------- |
| 1 | 09.06. | 32. Isle of Man TT  | Mountain Course   | Geoff Duke      | Artie Bell      | Johnny Lockett   | Geoff Duke      |
| 2 | 02.07. | 23. GP von Belgien  | Spa-Francorchamps | Umberto Masetti | Nello Pagani    | Ted Frend        | Geoff Duke      |
| 3 | 08.07. | 20. Dutch TT        | Assen             | Umberto Masetti | Nello Pagani    | Harry Hinton     | Carlo Bandirola |
| 4 | 23.07. | 20. GP der Schweiz  | Genf              | Leslie Graham   | Umberto Masetti | Carlo Bandirola  | Carlo Bandirola |
| 5 | 18.08. | 22. Ulster GP       | Clady             | Geoff Duke      | Leslie Graham   | Johnny Lockett   | Geoff Duke      |
| 6 | 10.09. | 28. GP der Nationen | Monza             | Geoff Duke      | Umberto Masetti | Arciso Artesiani | Umberto Masetti |

### Fahrerwertung
| 1 | Umberto Masetti  | Gilera    | 28 (29) |
| 2 | Geoff Duke       | Norton    | 27      |
| 3 | Leslie Graham    | A.J.S.    | 17      |
| 4 | Nello Pagani     | Gilera    | 12      |
| 5 | Carlo Bandirola  | Gilera    | 12      |
| 6 | Johnny Lockett   | Norton    | 6       |
| 7 | Artie Bell       | Norton    | 6       |
| 8 | Arciso Artesiani | MV Agusta | 6       |
| 9 | Harry Hinton     | Norton    | 5       |

| 10 | Ted Frend      | A.J.S.  | 4 |
| 11 | Dickie Dale    | Norton  | 4 |
| 12 | Harold Daniell | Norton  | 4 |
| 13 | Alfredo Milani | Gilera  | 3 |
| 14 | Jock West      | A.J.S.  | 2 |
|    | Eric McPherson | Norton  | 2 |
| 16 | Reg Armstrong  | A.J.S.  | 1 |
|    | Syd Jensen     | Triumph | 1 |

(Punkte in Klammern inklusive Streichresultate)

### Konstrukteurswertung
| 1 | Norton    | 28 (32) |
| 2 | Gilera    | 28 (29) |
| 3 | A.J.S.    | 21      |
| 4 | MV Agusta | 6       |
| 5 | Velocette | 2       |
| 6 | Triumph   | 1       |

(Punkte in Klammern inklusive Streichresultate)

## 350-cm³-Klasse

### Rennergebnisse
|   | Datum  | Rennen              | Strecke           | Platz 1       | Platz 2       | Platz 3        | Schn. Rennrunde |
| - | ------ | ------------------- | ----------------- | ------------- | ------------- | -------------- | --------------- |
| 1 | 07.06. | 32. Isle of Man TT  | Mountain Course   | Artie Bell    | Geoff Duke    | Harold Daniell | Artie Bell      |
| 2 | 02.07. | 23. GP von Belgien  | Spa-Francorchamps | Bob Foster    | Artie Bell    | Geoff Duke     | Artie Bell      |
| 3 | 08.07. | Dutch TT            | Assen             | Bob Foster    | Geoff Duke    | Bill Lomas     | Bob Foster      |
| 4 | 23.07. | 20. GP der Schweiz  | Genf              | Leslie Graham | Bob Foster    | Geoff Duke     | Bob Foster      |
| 5 | 18.08. | 22. Ulster GP       | Clady             | Bob Foster    | Reg Armstrong | Eric Hinton    | Bob Foster      |
| 6 | 10.09. | 28. GP der Nationen | Monza             | Geoff Duke    | Leslie Graham | Eric Hinton    | Eric Hinton     |

### Fahrerwertung
| 1 | Bob Foster    | Velocette | 30      |
| 2 | Geoff Duke    | Norton    | 24 (28) |
| 3 | Leslie Graham | A.J.S.    | 17      |
| 4 | Artie Bell    | Norton    | 14      |
| 5 | Reg Armstrong | Velocette | 11      |
| 6 | Eric Hinton   | Norton    | 9       |
| 7 | Bill Lomas    | Velocette | 9       |

| 8  | Harold Daniell | Norton    | 6 |
| 9  | Johnny Lockett | Norton    | 4 |
|    | Dickie Dale    | A.J.S.    | 4 |
| 11 | Ted Frend      | A.J.S.    | 4 |
| 12 | Eric McPherson | A.J.S.    | 4 |
|    | Cecil Sandford | A.J.S.    | 3 |
| 14 | Charlie Salt   | Velocette | 2 |

(Punkte in Klammern inklusive Streichresultate)

### Konstrukteurswertung
| 1 | Velocette | 30 (32) |
| 2 | Norton    | 28 (36) |
| 3 | A.J.S.    | 20      |

(Punkte in Klammern inklusive Streichresultate)

## 250-cm³-Klasse

### Rennergebnisse
|   | Datum  | Rennen              | Strecke         | Platz 1         | Platz 2         | Platz 3         | Schn. Rennrunde |
| - | ------ | ------------------- | --------------- | --------------- | --------------- | --------------- | --------------- |
| 1 | 05.06. | 32. Isle of Man TT  | Mountain Course | Dario Ambrosini | Maurice Cann    | Ronald Mead     | Dario Ambrosini |
| 2 | 23.07. | 20. GP der Schweiz  | Genf            | Dario Ambrosini | Bruno Ruffo     | Dickie Dale     | Dario Ambrosini |
| 3 | 18.08. | 22. Ulster GP       | Clady           | Maurice Cann    | Dario Ambrosini | Wilf Billington | Maurice Cann    |
| 4 | 10.09. | 28. GP der Nationen | Monza           | Dario Ambrosini | Fergus Anderson | Bruno Francisci | Dario Ambrosini |

### Fahrerwertung
| 1 | Dario Ambrosini    | Benelli    | 24 |
| 2 | Maurice Cann       | Moto Guzzi | 14 |
| 3 | Bruno Ruffo        | Moto Guzzi | 6  |
|   | Fergus Anderson    | Moto Guzzi | 6  |
| 5 | Dickie Dale        | Benelli    | 4  |
|   | Wilf Billington    | Moto Guzzi | 4  |
|   | Bruno Francisci    | Benelli    | 4  |
|   | Ronald Mead        | Velocette  | 4  |
| 9 | Arthur Burton      | Excelsior  | 3  |
|   | Claudio Mastellari | Moto Guzzi | 3  |

|    | Benoît Musy      | Moto Guzzi | 3 |
|    | Roland Pike      | Rudge      | 3 |
| 13 | Len Bayliss      | Elbee      | 2 |
|    | Carlo Bellotti   | Moto Guzzi | 2 |
|    | David Andrews    | Excelsior  | 2 |
|    | Alano Montanari  | Moto Guzzi | 2 |
| 17 | Arnold Jones     | Moto Guzzi | 1 |
|    | Onorato Francone | Moto Guzzi | 1 |
|    | William Campbell | Excelsior  | 1 |
|    | Ugo Plebani      | Moto Guzzi | 1 |

### Konstrukteurswertung
| 1 | Benelli    | 30 |
| 2 | Moto Guzzi | 26 |
| 3 | Velocette  | 4  |
| 4 | Rudge      | 3  |
|   | Excelsior  | 3  |
| 6 | Elbee      | 2  |

## 125-cm³-Klasse

### Rennergebnisse
|   | Datum  | Rennen              | Strecke | Platz 1       | Platz 2       | Platz 3          | Schn. Rennrunde |
| - | ------ | ------------------- | ------- | ------------- | ------------- | ---------------- | --------------- |
| 1 | 08.07. | 20. Dutch TT        | Assen   | Bruno Ruffo   | Gianni Leoni  | Giuseppe Matucci | Bruno Ruffo     |
| 2 | 18.08. | 22. Ulster GP       | Clady   | Carlo Ubbiali | Bruno Ruffo   | –                | Carlo Ubbiali   |
| 3 | 10.09. | 28. GP der Nationen | Monza   | Gianni Leoni  | Carlo Ubbiali | Luigi Zinzani    | Carlo Ubbiali   |

### Fahrerwertung
| 1 | Bruno Ruffo      | F.B Mondial | 17 |
| 2 | Gianni Leoni     | F.B Mondial | 14 |
|   | Carlo Ubbiali    | F.B Mondial | 14 |
| 4 | Giuseppe Matucci | Morini      | 4  |
|   | Luigi Zinzani    | Morini      | 4  |

| 6 | Umberto Braga    | F.B Mondial | 3 |
| 7 | Raffaele Alberti | F.B Mondial | 2 |
|   | Felice Benasedo  | MV Agusta   | 2 |
| 9 | Gijs Lagervey    | Sparta      | 1 |
|   | Emilio Soprani   | Morini      | 1 |

### Konstrukteurswertung
| 1 | F.B Mondial | 24 |
| 2 | Morini      | 8  |
| 3 | MV Agusta   | 2  |
| 4 | Sparta      | 1  |

## Gespanne (600 cm³)

### Rennergebnisse
|   | Datum  | Rennen              | Strecke           | Platz 1                       | Platz 2                        | Platz 3                         | Schn. Rennrunde                                                  |
| - | ------ | ------------------- | ----------------- | ----------------------------- | ------------------------------ | ------------------------------- | ---------------------------------------------------------------- |
| 1 | 02.07. | 23. GP von Belgien  | Spa-Francorchamps | Eric Oliver / Lorenzo Dobelli | Ercole Frigerio / Ezio Ricotti | Hans Haldemann / Josef Albisser | Eric Oliver / Lorenzo Dobelli                                    |
| 2 | 23.07. | 20. GP der Schweiz  | Genf              | Eric Oliver / Lorenzo Dobelli | Ercole Frigerio / Ezio Ricotti | Ferdinand Aubert / René Aubert  | Eric Oliver / Lorenzo Dobelli                                    |
| 3 | 10.09. | 28. GP der Nationen | Monza             | Eric Oliver / Lorenzo Dobelli | Ercole Frigerio / Ezio Ricotti | Hans Haldemann / Josef Albisser | Eric Oliver / Lorenzo Dobelli und Ercole Frigerio / Ezio Ricotti |

### Fahrerwertung
| 1  | Eric Oliver         | Lorenzo Dobelli     | Norton | 24 |
| 2  | Ercole Frigerio     | Ezio Ricotti        | Gilera | 18 |
| 3  | Hans Haldemann      | Josef Albisser      | Norton | 8  |
| 4  | Ferdinand Aubert    | René Aubert         | Norton | 7  |
| 5  | Henry Meuwly        | Pierre Devaud       | Gilera | 3  |
|    | Jakob Keller        | Gianfranco Zanzi    | Gilera | 3  |
| 7  | Alphonse Vervroegen | Pierrot Vervroegen  | FN     | 2  |
|    | Willy Wirth         | Fred Schürtenberger | Gilera | 2  |
|    | Ernesto Merlo       | Dino Magri          | Gilera | 2  |
| 10 | Fritz Mühlemann     | Marie Mühlemann     | Norton | 2  |
| 11 | Marcel Masuy        | Denis Jenkinson     | BMW    | 1  |

### Konstrukteurswertung
| 1 | Norton | 24 |
| 2 | Gilera | 18 |
| 3 | FN     | 2  |
| 4 | BMW    | 1  |